# Russensplijtbekertje
Het russensplijtbekertje (Diplonaevia exigua) is een schimmel behorend tot de familie Mollisiaceae. Het komt voor in loofbossen en op rijke zangronden. Het leeft saprotroof blad van pitrus (Juncus). 

## Kenmerken
De apothecia zijn zwart of bruin van kleur. 
De asci reageren positief met jodium. De sporen zijn glad, ellipsoïde, enigszins knotsvormig, hyaliene, met één uiteinde afgerond en het andere enigszins puntig en meten 16-19 × 4-5 µm. De parafysen zijn tot 5 µm dik.

## Verspreiding
In Nederland komt het russensplijtbekertje uiterst zeldzaam voor. 